# Ярачево (город)
Ярачево (пол. Jaraczewo) — город в Яроцинском повете Великопольского воеводства Польши. Административный центр одноимённой гмины. Население — 1374 человек (2022).

## География
Город расположен на Национальной дороге 12 «Ленкница—Лешно—Ярачево—Калиш—Дорохуск». Находится в 10 километрах к западу от Яроцина, в 45 километрах к северо-западу от Острува-Велькопольски и в 70 километрах от Познани. Площадь города составляет 10,08 км².

## Население
По состоянию на 2022 год в городе проживает 1374 человек.
| Год       | 2016 | 2021  | 2022  |
| --------- | ---- | ----- | ----- |
| Население | 1486 | ▼1369 | ▲1374 |

## Достопримечательности
- Церковь святой Марии Магдалины

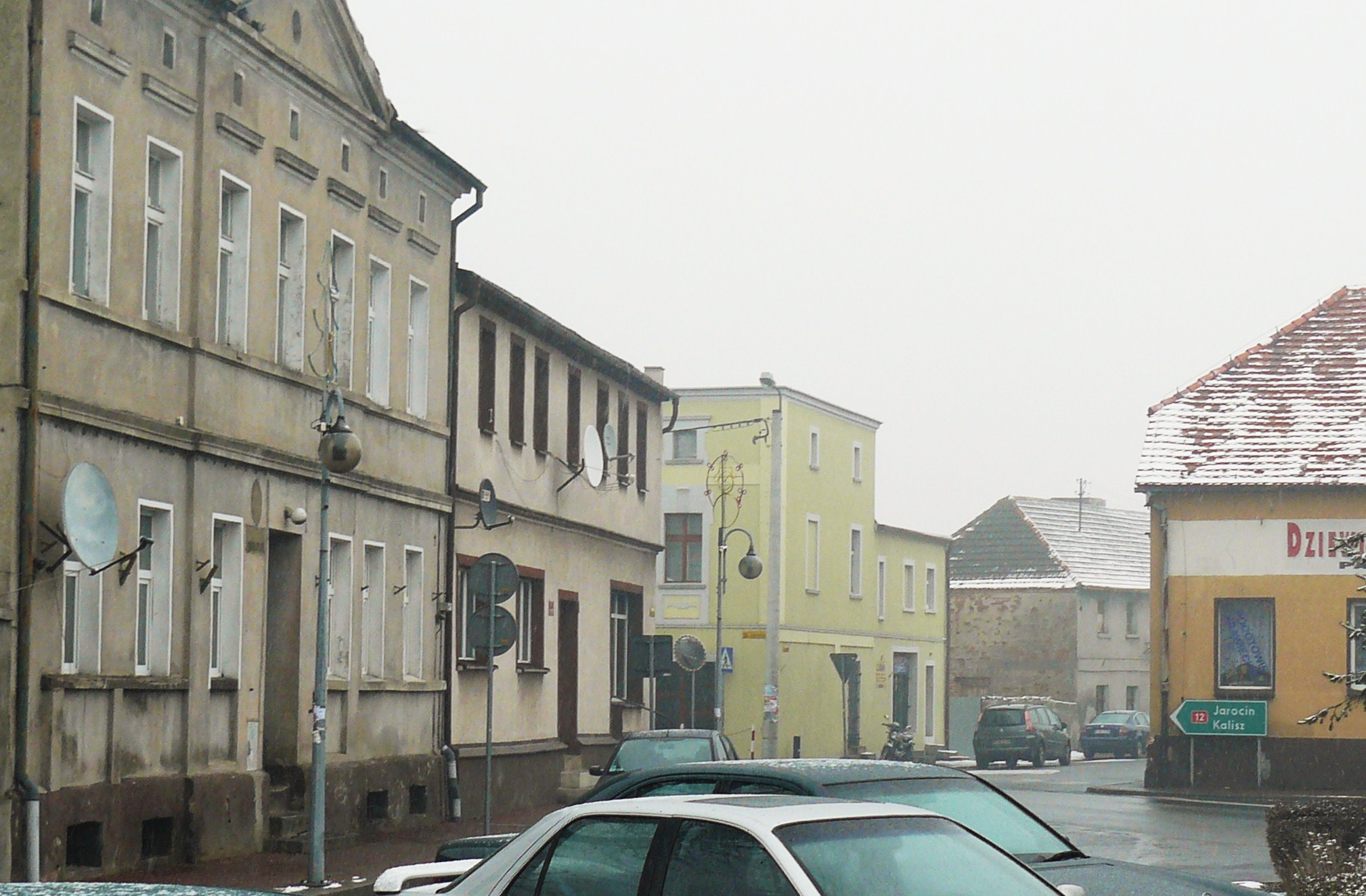
Фрагмент рынка
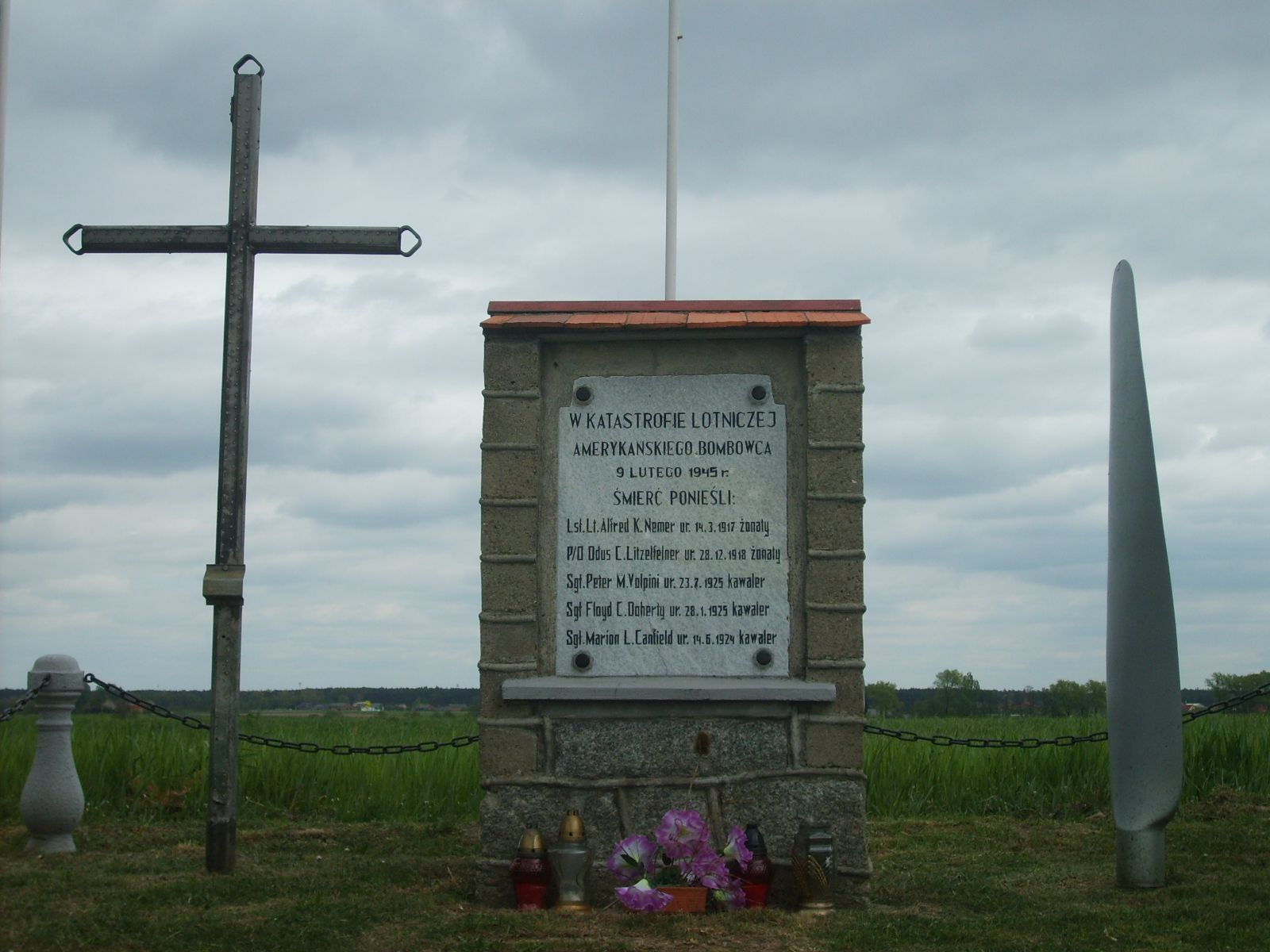
Могила американских лётчиков, погибших в 1945 году
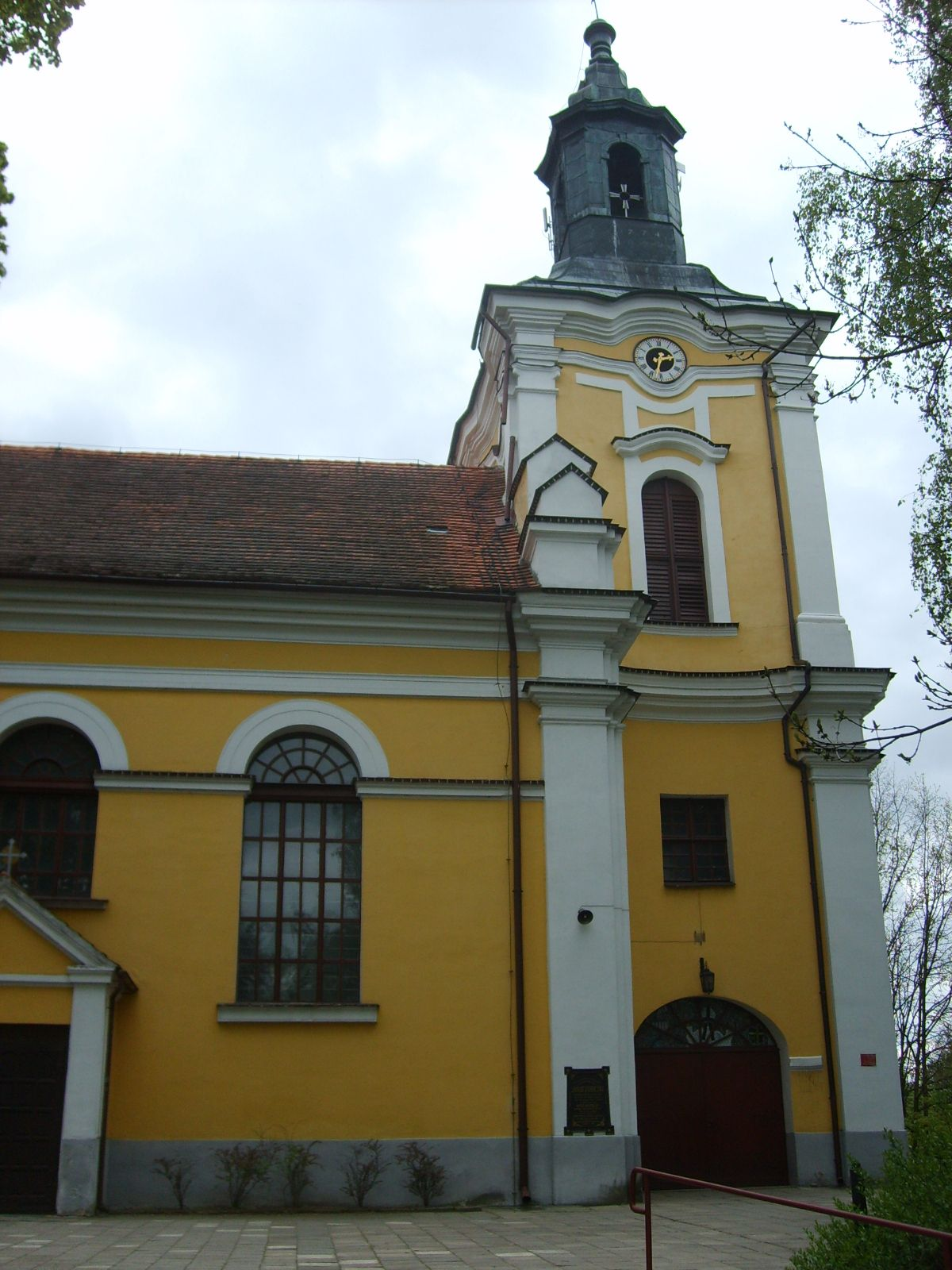
Церковь святой Марии Магдалины

## Города-побратимы
- Билина, Чехия
- Лойна, Германия
- Нововолынск, Украина